# Nathalie Négro
Nathalie Négro est une pianiste française et la directrice artistique de PIANO AND CO, structure de production et de création contemporaine, qu’elle a créée en 2003. Elle a collaboré avec des artistes comme la chanteuse Françoise Atlan avec qui elle enregistre son disque Rivages, avec le contrebassiste Claude Tchamitchian pour un spectacle de poésie musicale, avec la game artist Isabelle Arvers pour Cross By, croisement musique répétitive et machinimas. Elle a également travaillé avec les ensembles Musiques Nouvelles, Ars Nova, Art Zoyd…

## Biographie
Nathalie Négro est née le 5 mai 1963 à Marseille. Elle accomplit ses études au conservatoire de Marseille en piano et musique de chambre et en accompagnement au conservatoire de Nice. Elle étudie aussi la musicologie à l'université d'Aix-Marseille. Elle a présenté ses créations (80 000 000 de Vues, Cross by, etc.) sur différentes scènes nationales comme Théâtre des Salins, scène nationale de Martigues, Le Liberté scène nationale de Toulon, Le Théâtre, scène nationale de Mâcon, Le Manège, scène nationale de Reims, et Le Phénix, scène nationale de Valenciennes. Ses créations ont été aussi programmées sur des lieux comme l'Opéra de Reims et le Festival de Marseille.
En octobre 2018, elle a donné la création mondiale à Berlin de Petite Suite, une nouvelle pièce de Sophie Lacaze que la compositrice lui a dédiée.
En 2003, elle crée PIANO AND CO à Marseille, une structure de production centrée sur la musique contemporaine.
Elle crée en 2007 un festival sur la création au féminin Les Trobaïritz.
Nathalie Négro est reconnue pour son utilisation de la musique afin de tisser des liens sociaux, comme avec les ateliers menés au Centre pénitentiaire de Marseille quartier femmes,,. Entre 2014 et 2016, elle a été présidente de H/F PACA, un mouvement qui milite pour l'égalité femmes/hommes dans le domaine des arts et de la culture.
En 2019, elle conduit un important projet européen Europe in C, qui rassemble des dizaines de jeunes musiciens européens autour de l’œuvre emblématique de la musique répétitive In C de Terry Riley.
Un documentaire réalisé par Anne Alix Europe mon beau pays retrace cette aventure européenne.
En 2021, elle lance Musical Bounce Back pour sensibiliser à l’égalité femmes/hommes dans la musique et collabore avec la compositrice Ève Risser. Ce projet utilise fortement les nouvelles technologies avec le Lola System.
Elle est souvent invitée sur les antennes radio pour parler de la musique contemporaine,.
Depuis Juin 2023, Nathalie Négro est présidente de la Cité de la Musique et siège au conseil artistique de la Casa de Velázquez de Madrid depuis début 2024.

## Discographie
- Anania Inijii de Clara Maïda - Collection Effects Input
- Orion III, André Boucourechliev avec l’Ensemble Télémaque – Lyrinx[15]
- 24 préludes pour Nolde Lucien Guérinel - Integral[15]
- Expérience de Vol #4, #5, et #6 avec Musiques Nouvelles Ensemble et Art Zoyd[15]
- Rivages avec Françoise Atlan – Crystal